# Premio Nacional de Periodismo José Martí
El Premio Nacional de Periodismo José Martí es el máximo reconocimiento que se entrega a los profesionales del ramo en Cuba.

## Historia
Fue creado por el Comité Nacional de la Unión de Periodistas de Cuba (UPEC) en 1987. Se entrega de forma anual a un profesional en reconocimiento a la labor de toda su vida u obra en el periodismo cubano. A partir de 1989 se creó el Premio Juan Gualberto Gómez el cual es un reconocimiento anual que se entrega a lo más destacado en prensa escrita, radial televisiva, cinematográfica y periodismo gráfico.

## Galardonados
- 1991, Santiago Álvarez Román,.
- 1992, Enrique de la Osa.
- 1993, José Rodríguez Méndez.
- 1994, Julio Batista Delgado.
- 1995, Orlando Castellanos Molina.
- 1996, Juan Emilio Friguls.
- 1997, Marta Rojas Rodríguez y premio póstumo a Elio Constantín.
- 1998, Antonio Eddy Martin Sánchez, en 1998.
- 1999, Baldomero Álvarez Ríos, José A. Benítez Cabrera, Rolando Castillo Montoya, Orlando Contreras Castro, Manolo García García, Roberto González Quesada, Tomás Lapique Becali, Jorge Oller Alpírez Oller, Roberto Pavón Tamayo, Evelio Tellería Toca, Jorge Timossi Corbani, Ernesto Vera Méndez, Luis Wilson Valera, Juan Sánchez Sánchez y Alberto Pozo Fernández.
- 2000, Gabriel Molina Franchossi.
- 2001, Manuel Hernández Valdés.
- 2002, Liborio Noval Barberá.
- 2003, Virgilio Martínez Gainza, Elio Menéndez García, Luis Báez Hernández,	Aldo Isidrón del Valle y Juan Marrero González.
- 2004, Joaquín Oramas Roque.
- 2005, Luis Suardíaz Rivera, Ahmed Velásquez Sagués y Pedro Martínez Pírez.
- 2006, Roberto Agudo García
- 2007, Carlos Lechuga Hevia.

2008, *Rolando Pérez Betancourt, Juana Carrasco, Antonio Moltó, Hugo Rius, Omar George y Revista Bohemia
- 2009, Luis Sexto Sánchez.
- 2010, Miriam Rodríguez Betancourt.
- 2011, Julio García Luis.
- 2012, Irma Cáceres Pérez.
- 2013, Perfecto Romero Ramírez, Gladys Egües Cantero, José Julio González Rivas, Jacinto Granada de la Serna, José Alejandro Rodríguez.
- 2014, Santiago Cardosa Arias.
- 2015, Antonio Gómez Delgado.
- 2016, Susana Lee López, Luis Orlando Pantoja Veitía, Pedro Méndez Suárez.
- 2017, Armando Hart Dávalos, Isabel Moya Richard, Pedro de la Hoz González, Eduardo Blas Yasells.
- 2018, José Aurelio Paz Jiménez, Ciro Bianchi Ross, Francisco Blanco Ávila, Elson Concepción Pérez, Tomás Oliveros Estrada, Magaly García Moré, Manuel Guerrero Torres.
- 2019, Roberto Chile Pérez.
- 2020, Enrique Ojito Linares.
- 2021, Rosa Miriam Elizalde Zorrilla.
- 2022, Roberto Pérez Betancourt.
- 2023, Roberto Ferguson, Juvenal Balan Neyra, María Menéndez Quintero, José A. Fulgueiras Domínguez, Héctor J. Ochoa Carrillo.
- 2024, Arleen Rodríguez Derivet.
- 2025, Edda Diz Garcés.